# Joyce Hatto
Joyce Hatto, född 5 september 1928 i London, död 30 juni 2006, var en brittisk pianist och pianolärare. Hatto blev i sin tidiga karriär inte så uppmärksammad. 
Hon gifte sig med musikproducenten Barrington-Coupe och tillsammans släppte de i hennes namn ett stort antal CD-skivor med perfekt framförda pianostycken. Hon hyllades som en av sin tids främsta konsertpianister med en mycket stor repertoar. 
Sedan visade moderna analysmetoder att allt hade varit direkt kopierat från andra pianisters inspelningar, med små tempoändringar, ändrad bas och diskant, växlade kanaler och så vidare, för att de inte skulle bli igenkända.
Bluffen uppdagades ett par månader efter Hattos död i cancer, men Barrington-Coupe vidhåller att han i stort sett bara lånat småbitar från andra för att kunna klippa över sin cancersjuka hustrus stönanden av smärta under inspelningarna. 
Bortåt 100 inspelningar har plagierats på detta sätt. Detta anses vara en av historiens största musikskandaler. 